# 헤클러운트코흐 HK21
헤클러&코흐 HK21은 G3 전투소총을 기반으로 제작한 다목적 기관총이다.

## 변형
- G8
- G8A1
- HK13
- HK23
- HK21A1

### 수출용 변형
- HK21E
- HK11E
- HK13E
- HK21E
- HK23E

## 같이 보기
- FN MAG